# Natalia Radkiewicz
Natalia Radkiewicz (8 sierpnia 2003 w Słubicach) – piłkarka nożna grająca na pozycji bramkarza. Reprezentantka Polski i zawodniczka Pogoni Szczecin.

## Kariera
Rozpoczynała karierę, grając w Olimpii Szczecin. Rozegrała cztery mecze jako bramkarka reprezentacji piłki nożnej kobiet (U19).
W Pogoni Szczecin debiutowała 13 sierpnia 2022 w meczu z Wisłą Płock.
W sierpniu 2022 została po raz pierwszy powołana do reprezentacji na mecz z Albanią.